# Augusta av Sachsen-Gotha
Augusta av Sachsen-Gotha, född 30 november 1719 i Gotha, död 8 februari 1772 på Carlton House i London, var brittisk kronprinsessa (prinsessa av Wales) 1736–1751, gift med prins Fredrik Ludvig, prins av Wales.
Augusta var potentiell brittisk regent från att hennes son Georg (III) blev tronföljare 1751 till att han blev myndig 1754, i det fall han skulle efterträda farfadern kung Georg II på tronen som omyndig.

## Biografi
Augusta av Sachsen-Gotha var dotter till Fredrik II av Sachsen-Gotha-Altenburg och Magdalena Augusta av Anhalt-Zerbst.

### Prinsessa av Wales
Augusta blev 17 april 1736 skickad till London och vigd vid den brittiske tronföljaren i Saint James's Palace. Äktenskapet beskrivs som lyckat. Augusta deltog i fejden mellan maken och svärföräldrarna på makens sida. Vid födseln av första barnet 1737 fick hon på makens order lämna ett palats under värkarna och färdas till ett annat för att förhindra att makens föräldrar närvarade vid födseln.

### Senare liv
Vid makens död 1751 var äldste sonen Georg omyndig, och som mor till en omyndig tronföljare utsågs hon till framtida regent om sonen skulle bli monark före sin myndighetsdag, vilket var politiskt kontroversiellt. Augusta var inte populär. Hon ryktades ha ett förhållande med sonens lärare John Stuart, lord Bute, och kritik mot henne och Bute förekom ofta i pressen, även efter Georg III:s tronbestigning (1760).
Augusta lät utvidga parkerna i Kew Gardens.
Augusta av Sachsen-Gotha blev aldrig regent, eftersom George hann bli myndig innan han blev kung 1760. Hon avled i cancer. Vid hennes begravning följdes kistan av personer som ropade förolämpningar. 

## Barn
1. Augusta av Storbritannien (1737–1813), Princess Royal
2. Georg III av England (1738–1820). Kung av England 1760-1820, kurfurste och därefter kung av Hannover.
3. Edward Augustus, hertig av York och Albany (1739–1767)
4. Elizabeth Caroline (1741–1759)
5. William Henry, hertig av Gloucester och Edinburgh (1743–1805)
6. Henry Frederick, hertig av Cumberland och Strathearn (1745–1790)
7. Louisa Ann (1749–1768)
8. Frederick William (1750–1765)
9. Caroline Mathilde av Storbritannien (1751–1775), gift med Kristian VII av Danmark